# هواکش کاپوت

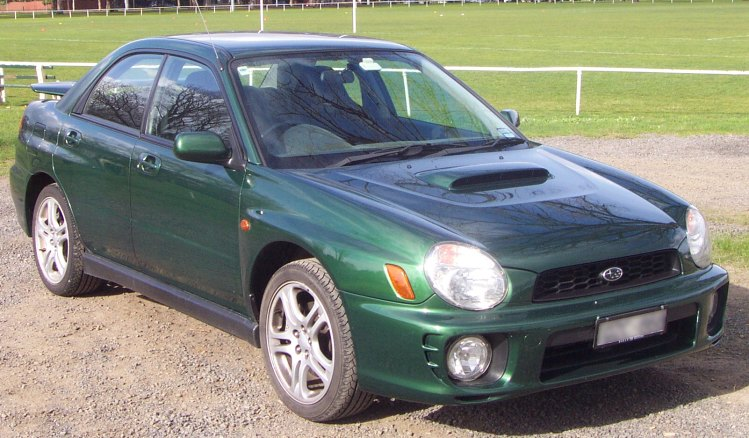
هواکش کاپوت کاربردی در سوبارو ایمپرزا دبلیوآرایکس

هواکش کاپوت (به انگلیسی: Hood scoop) یا (به انگلیسی: Bonnet scoop) که گاهی اوقات به آن کاپوت هوا و رم ایر نیز گفته می‌شود، یک جزء برجسته روی کاپوت یک وسیله موتوری است که اجازه می‌دهد جریان هوا مستقیماً وارد محفظه موتور شود یا ظاهر شود. برای انجام این کار فقط یک دهانه دارد و از همه طرف بسته است. عملکرد اصلی آن اجازه دادن جریان مستقیم هوا به موتور است، از این رو نیاز است که آن یک جزء ارتقاء یافته باشد تا به‌طور مؤثر هوا را به محفظه موتور هدایت کند. ممکن است در صورت بسته بودن صرفاً تزئینی باشد یا به چندین روش ممکن عملکرد را بهبود بخشد.

## عملکردهای هواکش کاپوت

### کول ایر
در اکثر وسایل نقلیه مدرن، موتور درون‌سوز هوای زیر کاپوت یا هوا را از زیر سپر جلو از طریق لوله‌های پلاستیکی و لاستیکی «تنفس» می‌کنند. دمای بالای کار در محفظه موتور باعث می‌شود هوای ورودی ۲۸ درجه سانتیگراد (۸۲ درجه فارنهایت) یا گرم‌تر از دمای محیط و در نتیجه چگالی کمتری داشته باشد. یک هواکش کاپوت می‌تواند هوای بیرونی خنک‌تر و متراکم‌تر را برای موتور فراهم کند و قدرت را افزایش دهد.

### رم ایر
در سرعت‌های بالاتر، یک هواکش کاپوت با طراحی مناسب که به عنوان ورودی رم-ایر شناخته می‌شود، می‌تواند سرعت و فشار ورود هوا به ورودی موتور را افزایش داده و اثر سوپرشارژر تشدید ایجاد کند. چنین اثراتی معمولاً فقط در سرعت‌های بسیار بالا احساس می‌شوند، که باعث می‌شود رم ایر در درجه اول برای مسابقه مفید باشد ولی برای عملکرد خیابان مفید نباشد.
پونتیاک از نام تجاری رم ایر برای توصیف موتورهای مجهز به هواکش‌های کاربردی استفاده کرد. علیرغم نام، اکثر این سیستم‌ها فقط هوای خنک را با اثر سوپرشارژر کم یا بدون اثر سوپرشارژر ارائه می‌کردند.

### هواکش‌های سردکن سیال موتور
برخی از موتورهای دارای توربوشارژر یا سوپرشارژر نیز به اینترکولرهای نصب شده در بالا برای کاهش دما و افزایش چگالی هوای پرفشار تولید شده توسط کمپرسور مجهز هستند. هدایت هوای بیرون به سردکن سیال موتور (که یک مبدل حرارتی مشابه رادیاتور است) کارایی آن را افزایش می‌دهد و بهبود قابل توجهی در قدرت ایجاد می‌کند.

## طراحی هواکش
برای مؤثر بودن یک هواکش کاربردی باید در ناحیه‌ای با فشار بالا روی هود قرار گیرد. به همین دلیل، برخی از هواکش‌های کاربردی در قسمت عقب کاپوت در نزدیکی روپوش (خودرو) خودرو قرار دارند، جایی که انحنای شیشه جلو چنین ناحیه فشار بالایی ایجاد می‌کند و ممکن است طوری قرار گیرد که دهانه آن‌ها رو به شیشه جلو باشد (یک هواکش معکوس).

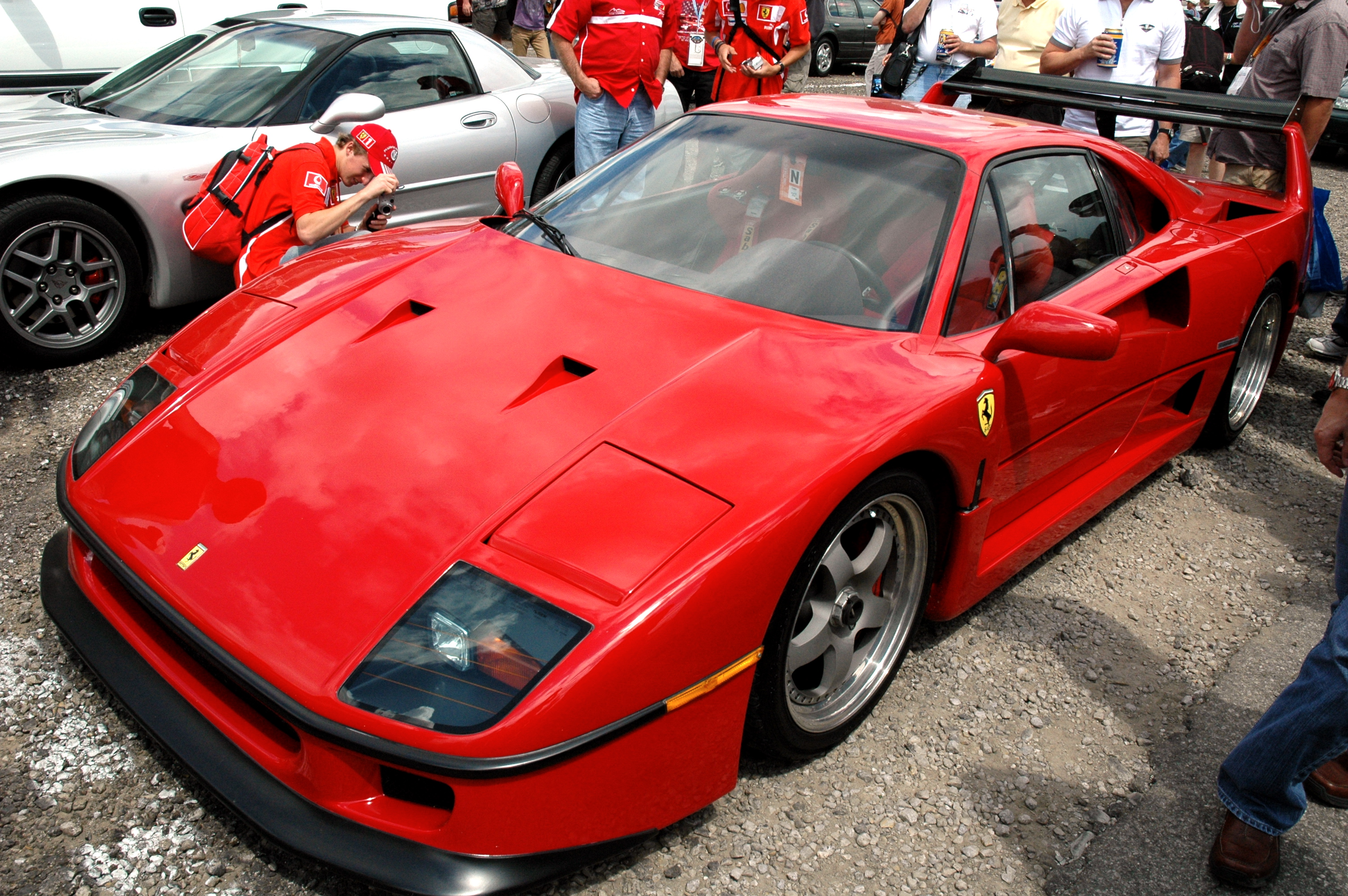
هواکش‌های کاپوت به سبک-ناکا در فراری اف۴۰.

هواکش اگر به اندازه کافی بالا نصب شده باشد که لایه مرزی را پاک کند (هوای با حرکت آهسته که به سطح یک جسم متحرک می‌چسبد) یا اگر یک مجرای ناکا باشد که در زیر سطح نصب شده و برای کشیدن طراحی شده باشد. هوای خارج از لایه مرزی با سرعت بیشتری به داخل مجرا حرکت می‌کند. یک هواکش کم عمق که مجرای ناکا نیست حتی اگر باز باشد، ممکن است مقدار هوای مفیدی را نپذیرد.
زیر کاپوت، یک هواکش مؤثر باید هوا را در کوتاه‌ترین مسیر ممکن و ترجیحاً از طریق لوله یا کانالی که در برابر حرارت زیر عایق شده است، به داخل ورودی موتور هدایت کند.
یک هواکش ممکن است بخشی از کاپوت باشد یا ممکن است بخشی از مجموعه پاک کننده هوای موتور باشد که از طریق سوراخ بریده شده و در کاپوت بیرون زده است. به چنین هواکشی، هواکش شیکر می‌گویند، زیرا هواکش در هنگام کارکرد موتور به خصوص در زمان برق، به طرز محسوسی می‌لرزد.

### هواکش کاپوت و مسابقات آف‌رود
اینترکولر با کاپوت/سقف می‌تواند در طول مسابقات رالی خارج از جاده مفید باشد. سنگ‌ها و زباله‌ها را می‌توان توسط ماشین جلویی پرتاب کرد و آن اشیاء می‌توانند به خنک‌کننده اینترکولر جلویی آسیب برسانند. اما برای جلوگیری از این مشکل می‌توان حفاظ سنگ نصب کرد.